# Eutrichota melanderi
Eutrichota melanderi este o specie de muște din genul Eutrichota, familia Anthomyiidae. A fost descrisă pentru prima dată de Huckett în anul 1966.
Este endemică în California. Conform Catalogue of Life specia Eutrichota melanderi nu are subspecii cunoscute.